# الآن وفيما بعد (هنا وهناك)
الآن وفيما بعد، هنا وهناك باليابانية (今、そこにいる僕 إيما سوكزني إيرو بوكو) بالإنجليزية (Now and Then, Here and There
), هو مسلسل أنمي يتكون من 13 حلقة انتج عام 1999 تقع أحداثه في المستقبل البعيد تحديداً بعد عشرة بلايين سنة.

## القصة
المكان (هوليوود) الزمان العشرة بلايين سنه القادمة، فتاه تحمل قلادة يبحث عنها الملك حامدو هذا الشخص المجنون الذي يريد حكم العالم باستخدام هذه القلادة الغامضة، تستطيع هذه الفتاة لالارو مع قلادتها توفير الماء الذي أصبح نادر في ذلك الوقت.
المكان (اليابان) الزمان على مشارف القرن الواحد والعشرون تحديداً عام1999(قبل ما يقارب ثلاث عشر سنين وهو الوقت الذي عرض فيه الانمي أي أنه كان معاصراً لتلك الفترة) شو فتى ياباني في الثانية عشر من العمر تقريبا أثناء مغادره لدرس الكيندو، يلتقي فتاه غامضه جالسه على مدخنة أحد المصانع المهجورة تشاهد الغروب بصمت.
يدفع هذا الفتى الفضول لمعرف هذه البنت فيتسلق المدخنة المجاورة لها ليتعرف عليها ويتفاجأ بمجموعه من الجنود تختطف تلك الفتاة دافع الولد عنها بكل بسالة لكن دون جدوى فقد انتقلوا الي بعد آخر مصطحبين معهم الفتاة مما جعل بطلنا يهوي بنفسه معهم دون أن يعرف حقيقه ما ورط نفسه فيه هنا تبدء المغامر

## الشخصيات

### الشخصيات الرئيسية
- شو: وهو بطل هذه الأنمي فتى نشيط مسالم طيب القلب، والكنه متهور شجاع ويقف دائما امام وجه ما يجد انه خطاء أو غير إنساني، عنيد وطائش يكره العنف ويساعد المظلومين حتى النهاية.
- لالارو: فتاه غامضة يلاحقها الملك حامدو ليستغلها، تبدو هذه الفتاة مسالمه وهادئه وقليله الكلام تعامل معامله راقيه لذلك يحقد عليها كل من في قلعة هوليود وقد تعتقدون أنها أنانية في البداية ولا كنها تهتم كثيرا بالآخرين.
- حامدو: رجل يعاني من اضطراب نفسي يصبه بغضب شديد، رجل شرير يجسد الشر بطريقه خبيثة مصاب بجون العظمة وهو الآخر يستخدم مفهوم (الغاية تبرر الوسيلة)
- نابوكا: فتى في مثل عمر شو يتظاهر بالقسوة ولا كنه يملك قلب طيبا يكون واضحا عليه احيانا.أخذ نابوكا من قريته وهو ما يزال صغير لذالك هو متحمس كثيرا للحرب التي بنهايتها سيعود للبيت كما يظن
- ساره: فتاه أمريكية اختطفت من قبل جنود حامدو ظناً بانها لالارو (فهي تشبها كثيرا)يقرر حامدو بعد أن يعرف انها ليست المطلوبة ان يستخدمها كسلعه للأعمال القذرة لبعض جنوده كمكافئه لهم رغما عنها مما تسبب لها بخوف هستيري ينتابها احيانا تلتقي بـ شو في الزنزانة التي زجت فيها، لقد احست ساره المسكينة بيأس وضياع فهربت من ا لقلعة وهي لا تعرف إلى اين يقودها مصيرها.
- أبليا: شابه تعمل لدى حامدو وهي تحمل اعلى رتبه في جيشه تنفذ كل اوامره من دون اعتراض وهي من قاد الفريق الذي استعاد لالارو من الحاضر واحضرها للمستقبل وهي وفيه للملك حامدو مما جعلها تكسب جزء كبير من ثقته.
- زيس: ام لسبعه أطفال فرغم شكلها القاسي وتصرفاتها العنيفه إلا أنها تحمل قلباً طيباً يتسع للجميع وهي عطوفه تربي أبنائها بالإضافة الي المسكينه سون بكل طيبه وحنان وهي تشبه بطلنا شو من الناحية الإنسانية.

### الشخصيات الثانوية
- إلامبا: شاب عانى الكثير فقصته كانت مؤلمه مع الخبيث حامدو مما صنع من الامبا سفاح يعيش لينتقم منه لكنه تمادى كثيراً ضحى بالكثير مقابل انتقامه الأمر الذي جعله يختلف مع سيس حليفه السلام وهو مستعد للعراك مع الجميع من اجل تحقيق حلمه وهو قتل حامدو.
- تابول: كان مع نابوكا عندما اخذهم جنود حامدو وهما لا يزالان صغار تابول شخص لئيم وغير مؤتمن فرغم انه يعرف نابوكا منذ زمن إلا أنه يعتبره منافسه الأول، تابول ولد سيء بمعنى الكلمة.
- سوون: طفله صغيره تتحدث دائما عن أبيها يتلتقي بها شو ولالارو بعد هروبهما من قلعة هيليود في مزرعه جالسه على صخره تنتظر والدها، سون فتاه هادئه لاتتحدث كثيراً ذات قلب برئ وطاهر.

## عانوين الحلقات
- 1

فتاة تتأمل الغروب
A Girl Admiring the Sunset
- 2

فتىً وملك مجنون
A Boy and a Mad King
- 3

وليمة في الظلام
A Feast in the Dark
- 4

نـزاع
Discord
- 5

اغتيال
Murder
- 6

اختفاء في العاصفة الرملية
Disappearance in a Sandstorm
- 7

ليله الهروب
Night of Flight
- 8

روحان وحيدتان
Two Lone Souls
- 9

في جوف الصدع
In the Chasm
- 10

مقدمة الفوضى
Prelude to Chaos
- 11

عشيه الدمار
Eve of Destruction
- 12

هذه الأرض الدامية
This Bloody Earth
- 13

الآن وبعدئذ، هنا وهناك
Now and Then, Here and There

## روابط خارجية
- الآن وبعدئذ، هنا وهناك على موقع IMDb (الإنجليزية)
- الآن وبعدئذ، هنا وهناك على موقع ليتربوكسد (الإنجليزية)
- الآن وبعدئذ، هنا وهناك على موقع كينوبويسك (الروسية)
- الآن وبعدئذ، هنا وهناك على موقع قاعدة بيانات الفيلم (الإنجليزية)
- الآن وبعدئذ، هنا وهناك على موقع ANN anime (الإنجليزية)